# Ouragan John (1994)
Pour l’article homonyme, voir Cyclone tropical John.
L'ouragan John est une puissante tempête notable pour son parcours et sa durée atypique. Elle fut active du 11 août au 10 septembre 1994.